# Dichondra brachypoda
Dichondra brachypoda är en vindeväxtart som beskrevs av Elmer Ottis Wooton och Standley. Dichondra brachypoda ingår i släktet njurvindor, och familjen vindeväxter. Inga underarter finns listade i Catalogue of Life.